# プールサイド
「プールサイド」は、日本の歌手・高橋瞳の13枚目のシングルである。

## 解説
2011年2月23日発売の「MUSIC」以来およそ5ヶ月ぶりの新作である。
本楽曲は9月に発売された3枚目のアルバムの先行シングルであり、
東京事変やPE'Zのメンバーとしても活躍しているH ZETT Mをサウンドプロデューサーに迎えて制作された。
長野県出身のバンドmimittoの楽曲である「道」は本楽曲のリメイクであり、
ミュージックビデオでは共演も果たしている。

## 収録曲
1. プールサイド
2. 私の少女
3. KURAGE-DROP